# Boomsterretje
Boomsterretje (Syntrichia laevipila) is een soort uit de kleimosfamilie (Pottiaceae).

## Determinatie
Boomsterretje kan verward worden met klein duinsterretje en gewoon muursterretje, die sporadisch ook op bomen gevonden kunnen worden. Deze soorten hebben echter bladen zonder insnoering en tot de bladtop teruggerolde bladranden.

## Ecologie
Boomsterretje groeit op de ruwe, neutrale tot basische schors van loofbomen als wilg, populier en vlier. Zeer incidenteel kan de soort ook gevonden worden op beton en baksteen.

### Syntaxonomie
In de syntaxonomie staat boomsterretje te boek als kensoort voor de boomsterretje-associatie.

## Verspreiding
In Nederland is boomsterretje vrij algemeen. Het staat niet op de Nederlandse Rode Lijst en is niet bedreigd. Na een slechte periode in de tweede helft van de 20ste eeuw als gevolg van luchtvervuiling gaat het de laatste decennia weer wat beter met de soort. Dit komt door de verminderde uitstoot van zwaveldioxide. Mogelijk profiteert deze soort ook van klimaatverandering: steeds meer zachte winters, gecombineerd met nattere en warmere jaren werkt in het voordeel van veel mossoorten. Boomsterretje komt voornamelijk voor in het kustgebied en het rivierengebied. 

## Fotogalerij

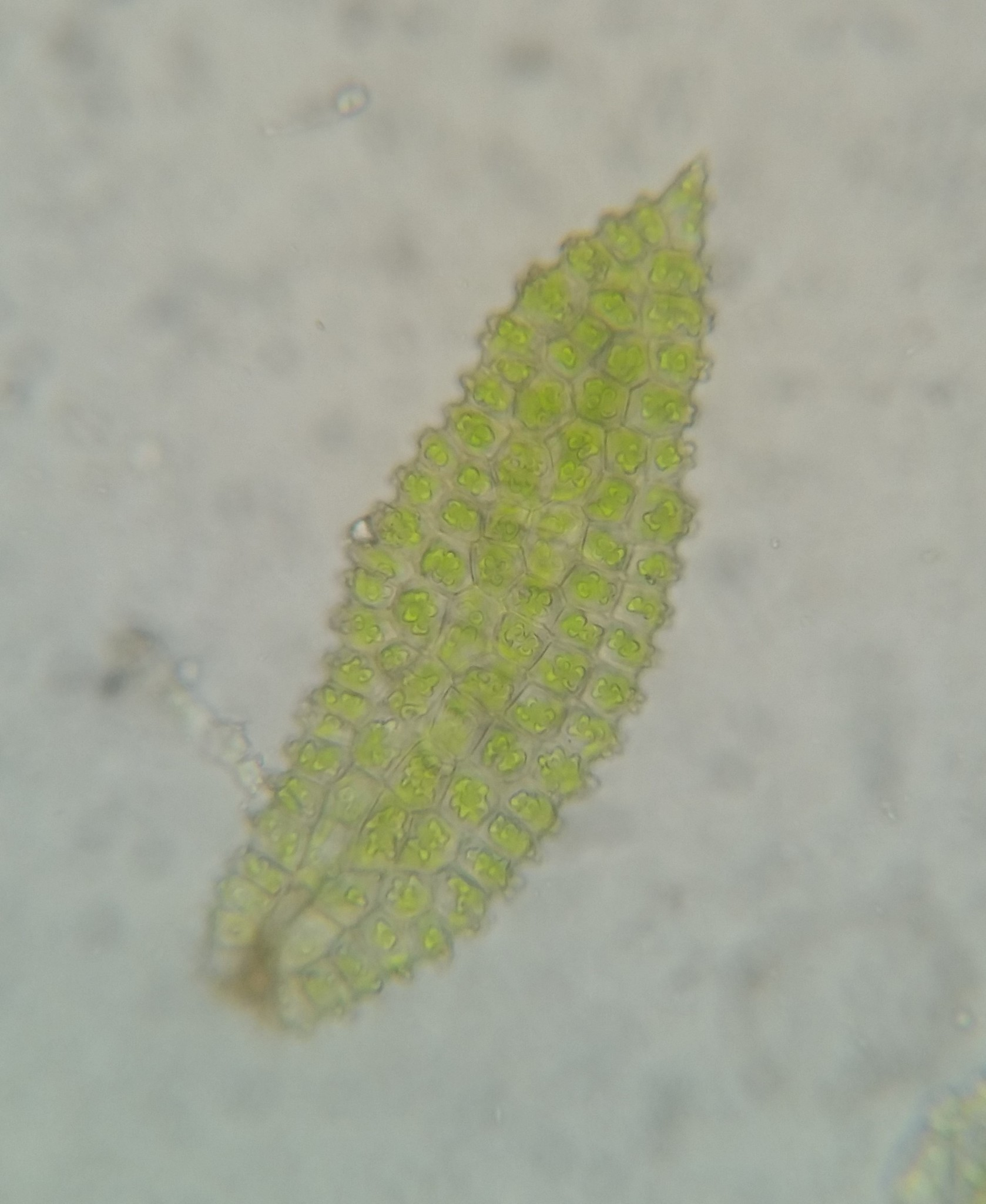
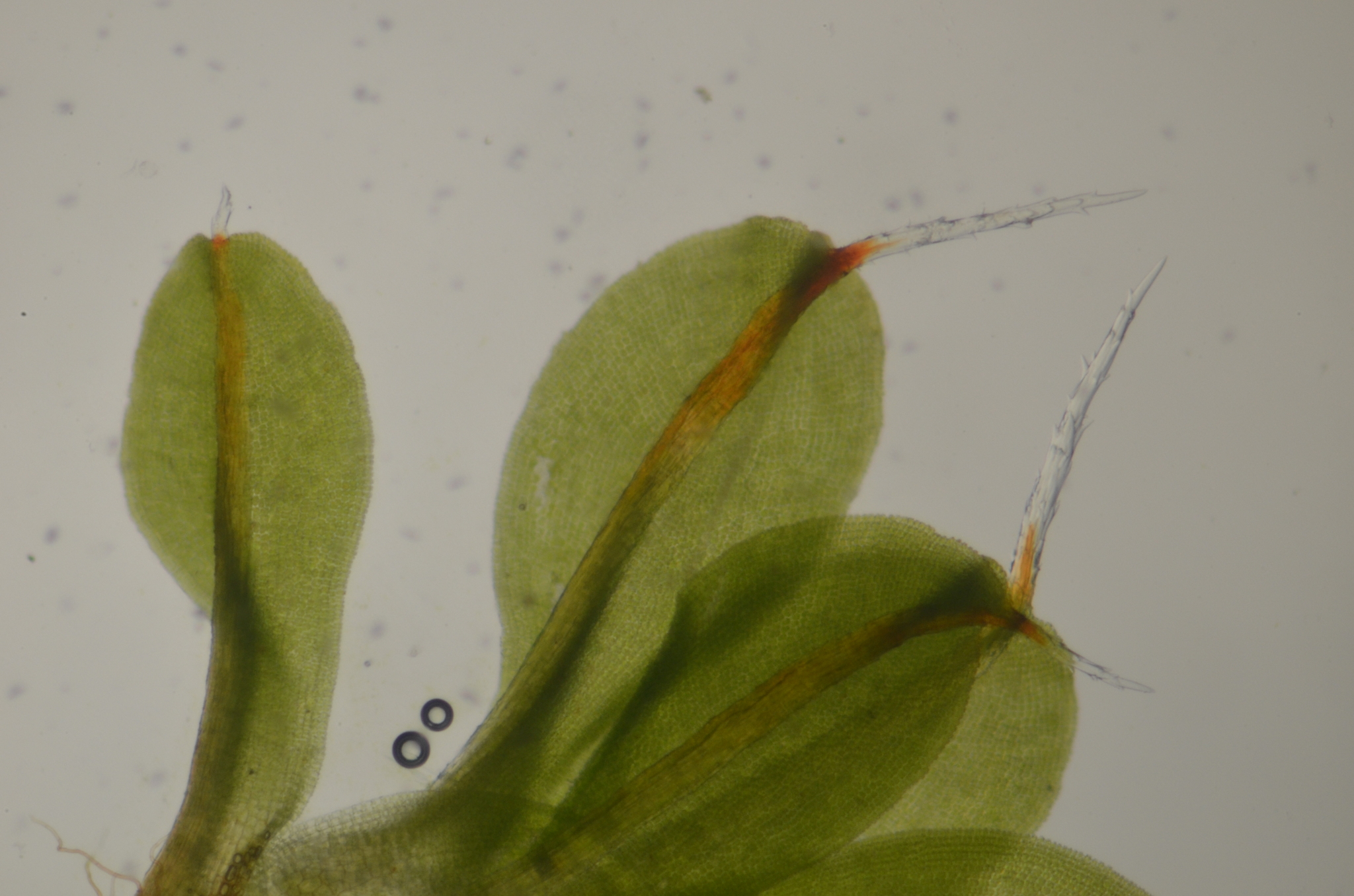
Blad
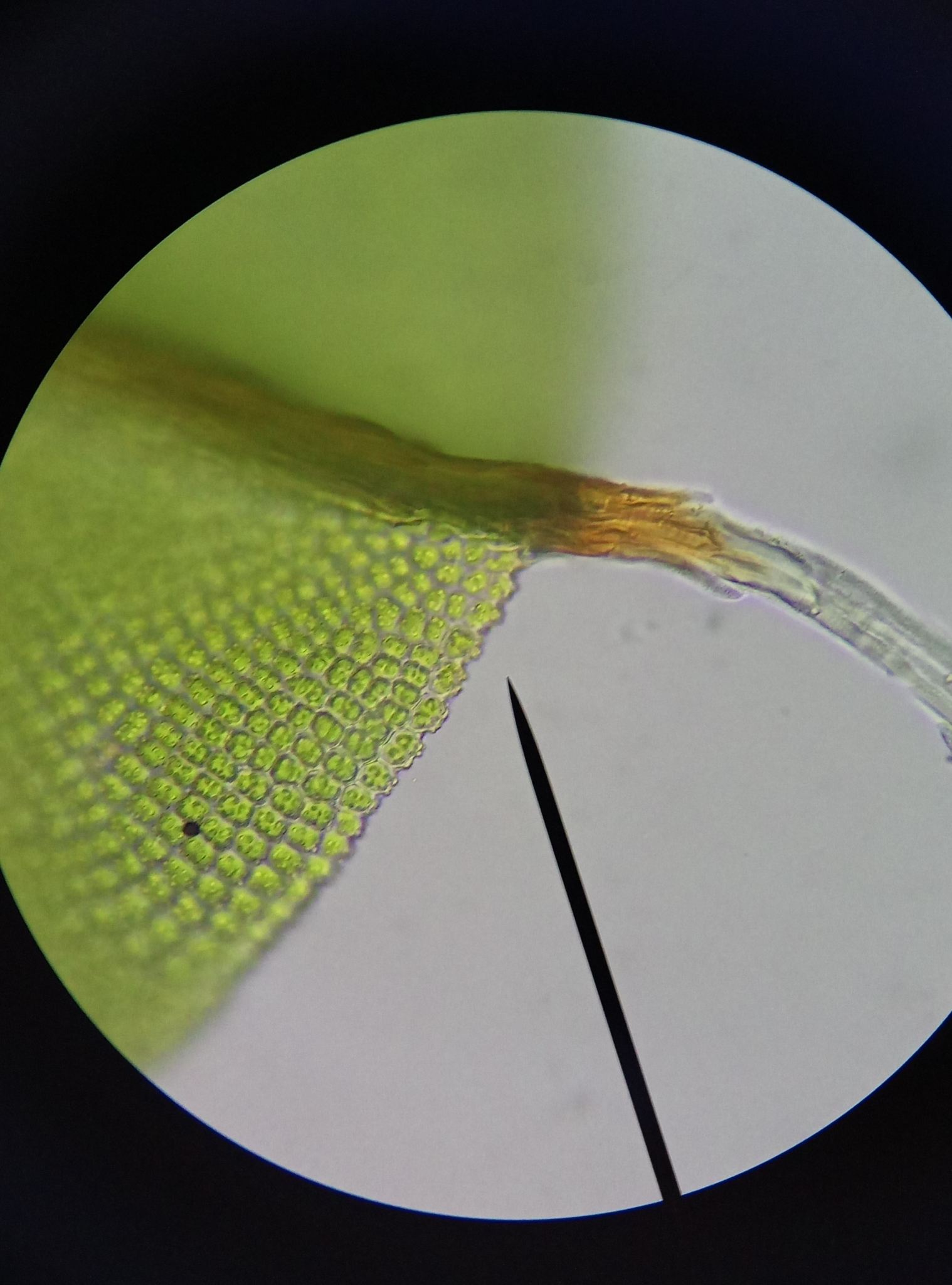